# Isoetes truncata
Isoetes truncata là một loài dương xỉ trong họ Isoetaceae. Loài này được A.A. Eaton Clute mô tả khoa học đầu tiên năm 1905.